# Arkadiy Viatchanin
Arkadi Arkadievitch Viatchanine (en russe : Аркадий Аркадьевич Вятчанин) ou Arkady Vyatchanin (né le 4 avril 1984 à Vorkouta) est un nageur russe, spécialiste des épreuves de dos. Doublé médaillé de bronze aux Jeux olympiques de 2008 à Pékin, il compte notamment à son palmarès quatre médailles mondiales et quatre titres européens en grand bassin. Il détient le record du monde en petit bassin du 200 m dos. Le 1er août 2018, Le Dauphiné Libéré annonce que le NC Alp'38 a engagé Arkadiy Viatchanin comme entraîneur du groupe élite à compter de la saison 2018-2019.

## Palmarès

### Jeux olympiques
- Jeux olympiques de 2008 à Pékin ( Chine) :
  -  Médaille de bronze du 100 m dos.
  -  Médaille de bronze du 200 m dos.

### Championnats du monde
Grand bassin
- Championnats du monde 2003 à Barcelone ( Espagne) :
  -  Médaille d'argent du 100 mètres dos.
  -  Médaille d'argent au titre du relais 4 × 100 mètres 4 nages.

- Championnats du monde 2005 à Montréal ( Canada) :
  -  Médaille d'argent au titre du relais 4 × 100 mètres 4 nages.

- Championnats du monde 2007 à Melbourne ( Australie) :
  -  Médaille de bronze au titre du relais 4 × 100 mètres 4 nages.

Petit bassin
- Championnats du monde 2004 à Indianapolis ( États-Unis) :
  -  Médaille de bronze du 200 mètres dos.
  -  Médaille de bronze au titre du relais 4 × 100 mètres 4 nages.

### Championnats d'Europe
Grand bassin
- Championnats d'Europe 2006 à Budapest ( Hongrie) :
  -  Médaille d'or du 100 mètres dos.
  -  Médaille d'or du 200 mètres dos.
  -  Médaille d'or au titre du relais 4 × 100 mètres quatre nages.

- Championnats d'Europe 2008 à Eindhoven ( Pays-Bas) :
  -  Médaille d'or au titre du relais 4 × 100 mètres quatre nages.
  -  Médaille d'argent du 200 mètres dos.
  -  Médaille de bronze du 100 mètres dos.

Petit bassin
- Championnats d'Europe 2005 à Trieste ( Italie) :
  -  Médaille d'argent du 50 mètres dos.
  -  Médaille d'argent du 100 mètres dos.
  -  Médaille d'argent du 200 mètres dos.

- Championnats d'Europe 2006 à Helsinki ( Finlande) :
  -  Médaille d'or du 100 mètres dos.
  -  Médaille d'or du 200 mètres dos.

- Championnats d'Europe 2009 à Istanbul ( Turquie) :
  -  Médaille d'or du 100 mètres dos.

## Records

### Records personnels
Ce tableau détaille les records personnels d'Arkadi Viatchanine en grand bassin au 13 décembre 2009. L'indication RM précise que le record personnel du Russe constitue l'actuel record du monde de l'épreuve en question, l'indication RE que le record personnel du Russe constitue l'actuel record d'Europe de l'épreuve en question.
| Épreuve   | Temps              | Compétition                                              | Lieu         | Date       |
| 100 m dos | 52 s 57            | Championnats du monde 2009 Finale 4 × 100 m quatre nages | Rome, Italie | 02/08/2009 |
| 200 m dos | 1 min 54 s 75 – RE | Championnats du monde 2009                               | Rome, Italie | 31/07/2009 |

| Épreuve   | Temps              | Compétition                     | Lieu              | Date       |
| 100 m dos | 48 s 97 – RE       | Championnats d'Europe 2009      | Istanbul, Turquie | 13/12/2009 |
| 200 m dos | 1 min 46 s 11 – RM | Coupe du monde de natation 2009 | Berlin, Allemagne | 15/11/2009 |

### Records du monde battus
Ce tableau détaille les trois records du monde battus par Arkadi Viatchanine durant sa carrière en petit bassin.
| Épreuve                   | Temps         | Compétition                     | Lieu              | Date       |
| 200 m dos en petit bassin | 1 min 46 s 11 | Coupe du monde de natation 2009 | Berlin, Allemagne | 15/11/2009 |
| 100 m dos en petit bassin | 49 s 17       | Championnats d'Europe 2009      | Istanbul, Turquie | 12/12/2009 |
| 100 m dos en petit bassin | 48 s 97       | Championnats d'Europe 2009      | Istanbul, Turquie | 13/12/2009 |